# مجلس الوزراء إندونيسيا الموحدة الثاني
مجلس الوزراء إندونيسيا الموحدة الثاني (بالإندونيسية: Kabinet Indonesia Bersatu II) هي مجلس الوزراء لحكومة إندونيسيا تحت رئيس الجمهورية سوسيلو بامبانغ يودهويونو ونائب رئيس الجمهورية أ. د. بوديونو. تأسس هذا المجلس في 22 أكتوبر 2009 حتى عام 2014.

## أعضاء مجلس الوزاء إندونيسيا الموحدة الثاني
| المنصب                                                        | المسؤول                                 | الفترة                          |
| ------------------------------------------------------------- | --------------------------------------- | ------------------------------- |
| الوزير المنسق للسياسة والقانون، والأمن                        | مشير جوكو سويانتو                       | 22 أكتوبر 2009 - حتى الآن       |
| الوزير المنسق للإقتصادية                                      | م. محمد هاتا راجاسا                     | 22 أكتوبر 2009 - 13 مايو 2014   |
| الوزير المنسق للإقتصادية                                      | خيرول تانجونغ                           | 19 مايو 2014 - حتى الآن         |
| الوزير المنسق للرفاهية الشعب                                  | أغونغ لاكسونو                           | 22 أكتوبر 2009 - حتى الآن       |
| وزير أمانة الدولة                                             | فريق سودي سيلالاهي                      | 22 أكتوبر 2009 - حتى الآن       |
| وزير الداخلي                                                  | غاماوان فوزي                            | 22 أكتوبر 2009 - حتى الآن       |
| وزير الخارجي                                                  | د. محمد مارتي موليانا ناتاليغاوا        | 22 أكتوبر 2009 - حتى الآن       |
| وزير الدفاع                                                   | بورنومو يوسغيانتورو                     | 22 أكتوبر 2009 - حتى الآن       |
| وزير القانون والحقوق الإنسانية                                | باترياليس أكبر                          | 22 أكتوبر 2009 - 19 أكتوبر 2011 |
| وزير القانون والحقوق الإنسانية                                | أمير شمس الدين                          | 19 أكتوبر 2011 - حتى الآن       |
| وزير المالية                                                  | د. سري مولياني إيندراواتي               | 22 أكتوبر 2009 - 20 مايو 2010   |
| وزير المالية                                                  | أغوس مارتوواردويو                       | 20 مايو 2010 - 19 أبريل 2013    |
| وزير المالية                                                  | م. محمد هاتا راجاسا (القائم بالأعمال)   | 19 أبريل 2013 - 21 مايو 2013    |
| وزير المالية                                                  | محمد خطيب بصري                          | 21 مايو 2013 - حتى الآن         |
| وزير الطاقة والثروة المعدنية                                  | داروين زاهدي صالح                       | 22 أكتوبر 2009 - 19 أكتوبر 2011 |
| وزير الطاقة والثروة المعدنية                                  | جيرو واجيك                              | 19 أكتوبر 2011 - حتى الآن       |
| وزير الصناعة                                                  | محمد سليمان هدايات                      | 22 أكتوبر 2009 - حتى الآن       |
| وزير التجارة                                                  | ماري إيلكا بانجيستو                     | 22 أكتوبر 2009 - 19 أكتوبر 2011 |
| وزير التجارة                                                  | غيتا ويرياوان                           | 19 أكتوبر 2011 - 31 يناير 2013  |
| وزير التجارة                                                  | بايو كريسنامورتهي (القائم بالأعمال)     | 31 يناير 2013 - 14 فبراير 2014  |
| وزير التجارة                                                  | محمد لطفي                               | 14 فبراير 2014 - حتى الآن       |
| وزير الزراعة                                                  | سوسوونو                                 | 22 أكتوبر 2009 - حتى الآن       |
| وزير الغابات                                                  | ذوالكفل حسن                             | 22 أكتوبر 2009 - حتى الآن       |
| وزير النقل                                                    | فريدي نومبيري                           | 22 أكتوبر 2009 - 19 أكتوبر 2011 |
| وزير النقل                                                    | لواء إيفيرت إيرنيث مانغينداآن           | 19 أكتوبر 2011 - حتى الآن       |
| وزير البحرية والأسماك                                         | فاضل محمد                               | 22 أكتوبر 2009 - 19 أكتوبر 2011 |
| وزير البحرية والأسماك                                         | شريف جيجيب سوتارجو                      | 19 أكتوبر 2011 - حتى الآن       |
| وزير العمل والهجرة                                            | عبد المهيمن إسكندر                      | 22 أكتوبر 2009 - حتى الآن       |
| وزير الأشغال العامة                                           | جوكو كيرمانتو                           | 22 أكتوبر 2009 - حتى الآن       |
| وزير الصحة                                                    | إيندانغ راهايو سيديانينغسيه             | 22 أكتوبر 2009 - 30 أبريل 2012  |
| وزير الصحة                                                    | أ. د. علي غفران موكتي (القائم بالأعمال) | 30 أبريل 2012 - 14 يونيو 2012   |
| وزير الصحة                                                    | نفسية مبوي                              | 14 يونيو 2012 - حتى الآن        |
| وزير التعليم والثقافة                                         | أ. د. محمد نوح                          | 22 أكتوبر 2009 - حتى الآن       |
| وزير الشؤون الإجتماعية                                        | د. سالم سقاف الجفري                     | 22 أكتوبر 2009 - حتى الآن       |
| وزير الشؤون الدينية                                           | سوريادارما علي                          | 22 أكتوبر 2009 - 28 مايو 2014   |
| وزير الشؤون الدينية                                           | أغونغ لاكسونو (القائم بالأعمال)         | 28 مايو 2014 - 9 يونيو 2014     |
| وزير الشؤون الدينية                                           | لقمان حكيم سيف الدين                    | 9 يونيو 2014 - حتى الآن         |
| وزير الثقافة والسياحة                                         | جيرو واجيك                              | 22 أكتوبر 2009 - 19 أكتوبر 2011 |
| وزير السياحة والاقتصاد الإبداعي                               | ماري إيلكا بانغيستو                     | 19 أكتوبر 2011 - حتى الآن       |
| وزير الاتصالات والمعلومات                                     | تيفاتول سيمبيربنغ                       | 22 أكتوبر 2009 - حتى الآن       |
| وزير الأبحاث والتقنية                                         | سوهارنا سورنابراناتا                    | 22 أكتوبر 2009 - 19 أكتوبر 2011 |
| وزير الأبحاث والتقنية                                         | أ. د. غوستي محمد هاتا                   | 19 أكتوبر 2011 - حتى الآن       |
| وزير جمعية التعاونية والشركات الصغيرة والمتوسطة               | شريف الدين حسن                          | 22 أكتوبر 2009 - حتى الآن       |
| وزير البيئة                                                   | أ. د. غوستي محمد هاتا                   | 22 أكتوبر 2009 - 19 أكتوبر 2011 |
| وزير البيئة                                                   | أ. د. بالتهاسار كامبوايا                | 19 أكتوبر 2011 - حتى الآن       |
| وزيرة تمكين المرأة وحماية الأطفال                             | ليندا أماليا ساري                       | 22 أكتوبر 2009 - حتى الآن       |
| وزير استخدام أجهزة الدولة وإصلاح بيروقراطية                   | لواء إيفيرت إيرنيث مانغينداآن           | 22 أكتوبر 2009 - 19 أكتوبر 2011 |
| وزير استخدام أجهزة الدولة وإصلاح بيروقراطية                   | أزوار أبو بكر                           | 19 أكتوبر 2011 - حتى الآن       |
| وزير تنمية المناطق المحرومة                                   | حلمي فيصل زيني                          | 22 أكتوبر 2009 - حتى الآن       |
| وزيرة تخطيط التنمية الوطنية ورئيسة هيئة تخطيط التنمية الوطنية | أ. د. أرميدا عليشاهبانا                 | 22 أكتوبر 2009 - حتى الآن       |
| وزير شركات الدولة                                             | مصطفى أبو بكر                           | 22 أكتوبر 2009 - 19 أكتوبر 2011 |
| وزير شركات الدولة                                             | أ. د. دحلان إسكان                       | 19 أكتوبر 2011 - حتى الآن       |
| وزير إسكان الشعب                                              | سوهارسو مونوءرفا                        | 20 أكتوبر 2009 - 19 أكتوبر 2011 |
| وزير إسكان الشعب                                              | جان فريد                                | 19 أكتوبر 2011 - حتى الآن       |
| وزير الشياب والرياضة                                          | د. أندي ألفيان مالارانغينع              | 22 أكتوبر 2009 - 7 ديسمبر 2012  |
| وزير الشياب والرياضة                                          | أغونغ لاكسونو                           | 7 ديسمبر 2012 - 13 يناير 2013   |
| وزير الشياب والرياضة                                          | روي سوريو                               | 13 يناير 2013 - حتى الآن        |
| النائب العام                                                  | هيندارمان سوبانجي                       | 9 مايو 2007 - 24 سبتمبر 2010    |
| النائب العام                                                  | د. دارمونو (مؤقت)                       | 24 سبتمبر 2010 - 26 نوفمبر 2010 |
| النائب العام                                                  | بسريف عارف                              | 26 نوفمبر 2010 - حتى الآن       |
| قائد القوات الوطنية الإندونيسية                               | فريق أول جوكو سانتوسو                   | 28 ديسمبر 2007 - 28 سبتمبر 2010 |
| قائد القوات الوطنية الإندونيسية                               | أدميرال أغوس سوهارتونو                  | 28 سبتمبر 2010 - 30 أغسطس 2013  |
| قائد القوات الوطنية الإندونيسية                               | فريق أول مولدوكو                        | 30 أغسطس 2013 - حتى الآن        |
| قائد الشرطة الإندونيسية                                       | فريق أول بامبانغ هيندارسو دانوري        | 30 سبتمبر 2007 - 22 أكتوبر 2010 |
| قائد الشرطة الإندونيسية                                       | فريق أول تيمور برادوبو                  | 22 أكتوبر 2010 - 25 أكتوبر 2013 |
| قائد الشرطة الإندونيسية                                       | فريق أول سوتارمان                       | 25 أكتوبر 2013 - حتى الآن       |
| رئيس وحدة رئيس الجمهورية لشؤون إشراف ومراقبة التنمية          | د. كونتورو مانغكوسوبروتو                | 22 أكتوبر 2009 - حتى الآن       |
| أمين مجلس الوزراء                                             | د. ديبو آلام                            | 7 يناير 2010 - حتى الآن         |
| رئيس وكالة الاستخبارات                                        | فريق أول سوتانتو                        | 22 أكتوبر 2009 - 19 أكتوبر 2011 |
| رئيس وكالة الاستخبارات                                        | فريق مارسيانو نورمان                    | 19 أكتوبر 2011 - حتى الآن       |
| رئيس وكالة تنسيق الاستثمار                                    | غيتا ويرياوان                           | 22 أكتوبر 2009 - 14 يونيو 2012  |
| رئيس وكالة تنسيق الاستثمار                                    | د. محمد خطيب بصري                       | 14 يونيو 2012 - 1 أكتوبر 2013   |
| رئيس وكالة تنسيق الاستثمار                                    | ماهيندرا سيريغار                        | 1 أكتوبر 2013 - حتى الآن        |
| نائب وزير الخارجية                                            | ترييونو ويبووو                          | 11 سبتمبر 2008 - 19 أكتوبر 2011 |
| نائب وزير الخارجية                                            | واردانا                                 | 19 أكتوبر 2011 - حتى الآن       |
| نائب وزير الدفاع                                              | فريق شفري شمس الدين                     | 6 يناير 2010 - حتى الآن         |
| نائب وزير القانون والحقوق الإنسانية                           | أ. د. ديني إيندرايانا                   | 19 أكتوبر 2011 - حتى الآن       |
| نائبة وزير المالية                                            | آني راتناواتي                           | 20 مايو 2010 - حتى الآن         |
| نائب وزير المالية                                             | ماهيندرا سيريغار                        | 19 أكتوبر 2011 - 3 أكتوبر 2013  |
| نائب وزير المالية                                             | د. بامبانغ بروجونيغورو                  | 3 أكتوبر 2013 - حتى الآن        |
| نائب وزير الطاقة والثروة المعدنية                             | أ. د. ويجايونو بارتوويداغدو             | 19 أكتوبر 2011 - 21 أبريل 2012  |
| نائب وزير الطاقة والثروة المعدنية                             | أ. د. ويجايونو بارتوويداغدو             | 19 أكتوبر 2011 - 21 أبريل 2012  |
| نائب وزير الطاقة والثروة المعدنية                             | أ. د. رودي روبيانديني                   | 14 يونيو 2012 - 15 يناير 2013   |
| نائب وزير الطاقة والثروة المعدنية                             | سوسيلو سيسووأوتومو                      | 15 يناير 2013 - حتى الآن        |
| نائب وزير الصناعة                                             | آليكس ريتراءوبون                        | 6 يناير 2010 - حتى الآن         |
| نائب وزير التجارة                                             | ماهيندرا سيريغار                        | 6 يناير 2010 - 19 أكتوبر 2011   |
| نائب وزير التجارة                                             | د. بايو كريسنامورتهي                    | 19 أكتوبر 2011 - حتى الآن       |
| نائب وزير الزراعة                                             | د. بايو كريسنامورتهي                    | 6 يناير 2010 - 19 أكتوبر 2011   |
| نائب وزير الزراعة                                             | د. روسمان هيرياوان                      | 19 أكتوبر 2011 - حتى الآن       |
| نائب وزير النقل                                               | د. بامبانغ سوسانتونو                    | 6 يناير 2010 - حتى الآن         |
| نائب وزير الأشغال العام                                       | د. أحمد هيرمانتو دارداك                 | 6 يناير 2010 - حتى الآن         |
| نائب وزير الصحة                                               | أ. د. علي غفران موكتي                   | 19 أكتوبر 2011 - حتى الآن       |
| نائب وزير التعليم الوطني                                      | أ. د. فصلي جلال                         | 6 يناير 2010 - 19 أكتوبر 2011   |
| نائب وزير التعليم والثقافة لشؤون التعليم                      | أ. د. مسليار كسيم                       | 19 أكتوبر 2011 - حتى الآن       |
| نائبة وزير التعليم والثقافة لشؤون الثقافة                     | أ. د. ويندو نوريانتي                    | 19 أكتوبر 2011 - حتى الآن       |
| نائب وزير الشؤون الدينية                                      | أ. د. نصر الدين عمر                     | 19 أكتوبر 2011 - حتى الآن       |
| نائب وزير السياحة والاقتصاد الإبداعي                          | سابتا نيرواندار                         | 19 أكتوبر 2011 - حتى الآن       |
| نائب وزير تخطيط التنمية الوطنية                               | د. م. لوكيتا دينارشاه تووو              | 6 يناير 2010 - حتى الآن         |
| نائب وزير شركات الدولة                                        | محمود الدين ياسين                       | 19 أكتوبر 2011 - حتى الآن       |
| نائب وزير استخدام أجهزة الدولة وإصلاح بيروقراطية              | أ. د. إيكو براسوجو                      | 19 أكتوبر 2011 - حتى الآن       |

## الوصلات الخارجية
- (بالإندونيسية) مجلس الوزراء إندونيسيا الموحدة الثاني بعد تعديل الوزاري